# Hugh Walpole
Pour les articles homonymes, voir Walpole.
Hugh Walpole, né le 13 mars 1884 à Auckland, en Nouvelle-Zélande, et mort le 1er juin 1941 à Keswick, est un écrivain et scénariste britannique.

## Biographie
Il est en bas âge quand son père, un révérend, décide de quitter en 1889 la Nouvelle-Zélande pour s'installer provisoirement à New York, avant que toute la famille gagne l'Angleterre quelques années plus tard. Le jeune Hugh fait ses études à Truro, puis à Canterbury, où il est placé en internat. Loin de sa famille et en butte aux moqueries de ses camarades de classe, il trouve un palliatif de sa solitude en fréquentant les bibliothèques et lit tous les romans de Jane Austen, Henry Fielding, Walter Scott et Charles Dickens, ainsi que plusieurs œuvres de Wilkie Collins, Anthony Trollope et Henry Kinskley.
De 1903 à 1906, il étudie l'histoire au Emmanuel College de l'Université de Cambridge. À l'automne 1905, il publie un essai littéraire remarquable dans le journal étudiant et rencontre le professeur Arthur Christopher Benson, alors directeur du Magdalene College de Cambridge, qui l'aide à surmonter sa crise d'adolescent. Benson repousse gentiment les avances homosexuelles du jeune Walpole et lui offre en contrepartie de développer ses dons littéraires. Il l'invite souvent à sa table, le dimanche, où sont aussi conviés de grands écrivains, dont H. G. Wells, Max Beerbohm et Robbie Ross. Ami de Henry James, Benson permet à Walpole de rencontrer cet écrivain qu'il admire par-dessus tout, facilitant le début d'une relation que Leon Edel, le biographe de James, qualifie de rapports père-fils. Selon Somerset Maugham, Walpole aurait également fait des avances à Henry James qui les aurait esquivées, préférant donner des encouragements proprement littéraires au jeune homme et favoriser, en 1909, la publication de son premier roman intitulé Le Cheval de bois (The Wooden Horse). Deux ans plus tard, avec Mr Perrin and Mr Traill, Walpole obtient un gros succès critique et public. Il écrit dès lors à un rythme soutenu, à peine infléchi par ses fonctions d'ambulancier pendant la Première Guerre mondiale.
Auteur prolifique, il publie en carrière une trentaine de romans, cinq recueils de nouvelles, deux pièces de théâtre et trois volumes de mémoires. Son talent pour les intrigues relevées, voire scandaleuses, ses qualités de conteur, son aptitude à se produire un peu partout comme un excellent conférencier, doublé par une forte ambition, lui assurent pendant sa vie un large lectorat au Royaume-Uni comme aux États-Unis. 
Appelé à Hollywood par David O. Selznick en 1935, il écrit avec Howard Estabrook le scénario de David Copperfield, adapté du roman éponyme de Charles Dickens. Le film obtient un gros succès et Walpole signe seul, l'année suivante, le scénario du film Le Petit Lord Fauntleroy, adapté du roman éponyme de Frances Hodgson Burnett. Bien qu'il soit séduit par la vie dans la capitale du cinéma, et en dépit d'une carrière de scénariste prometteuse, il décide de rentrer en Angleterre.  Discret sur ses penchants homosexuels quand il est sur les territoires américains et britanniques, c'est lors de ses voyages sur le continent européen qu'il peut multiplier ses relations amoureuses, et sa notoriété lui permet de s'y rendre souvent pour couvrir des événements pour le compte de journaux. Ainsi, quelques mois avant que n'éclate la Seconde Guerre mondiale, le magnat de la presse américaine William Randolph Hearst embauche Walpole pour rendre compte des funérailles du pape Pie XI et du conclave de 1939.
Pour les contemporains de Walpole, ses œuvres romanesques majeures appartiennent surtout au cycle des romans historiques s'attachant au destin de la famille des Herries (6 romans). Mais il est aussi connu pour la série des London Novels (8 romans), celle des Scenes from Provincial Life (4 romans) et la trilogie ayant pour héros l'étudiant Jeremy (3 romans). Walpole a aussi abordé le genre du fantastique, parfois mâtiné d'intrigue policière, dans plusieurs de ses quelque 80 nouvelles et dans les romans Le Double Secret (The Prelude to Adventure, 1912), Le Sadique aux cheveux rouges (Portrait of a Man with Red Hair, 1925) et Above the Dark Circus (1931). Après sa mort paraît son roman policier Haine assouvie (The Killer and the Stain, 1942).
Très appréciées dans les années 1920 et 1930, admirées par des auteurs aussi divers que John Buchan, Joseph Conrad, Virginia Woolf et Ernest Hemingway, les œuvres de Walpole sont à présent presque totalement oubliées, sauf la nouvelle Le Tarnhelm (Tarnhelm - or The Death of my Uncle Robert), parue en 1933 dans le recueil All Souls' Night, puis traduite en français et reprise par Jacques Goimard et Roland Stragliati dans La Grande Anthologie du fantastique, tome 3, aux Éditions Omnibus, en 1996.

## Œuvres

### Romans

#### SérieLes Herries
- Rogue Herries (1930) Publié en français sous le titre Rogue Herries : 1700-1774, traduit par Henri Thiès, Paris, Éditions du Bateau ivre, coll. « Climats », 1947
- Judith Paris (1931) Publié en français sous le titre Judith : 1774-1820, traduit par Hélène Bayan, Paris, Éditions du Bateau ivre, coll. « Climats », 1947
- The Fortress (1932) Publié en français sous le titre La Forteresse : 1820-1874, traduit par Hélène Bayan, Paris, Éditions du Bateau ivre, coll. « Climats », 1948
- Vanessa (1933) Publié en français sous le titre Vanessa : 1875-1930, traduit par Carole-D. Jonquières, Paris, Éditions du Bateau ivre, coll. « Climats », 1948
- The Bright Pavilions (1940)
- Katherine Christian (1943), roman inachevé publié de façon posthume

#### Cycle desLondon Novels
- Fortitude (1913)
- The Duchess of Wrexe, Her Decline and Death (1914)
- The Green Mirror (1918)
- The Captives (1920)
- The Young Enchanted (1921)
- Wintersmoon (1928)
- Hans Frost (1929)
- Captain Nicholas (1934) Publié en français sous le titre Le Capitaine Nicolas, traduit par Lidislas Gara, Paris, Éditions Pierre Tisné, 1935

#### Cycle desScenes from Provincial Life
- The Cathedral (1922) Publié en français sous le titre La Cathédrale, traduit par Charlotte et Marie-Paule Pressoir, Paris, Perrin, 1936
- The Old Ladies (1924) Publié en français sous le titre Les Trois Vieilles Dames, traduit par Lucien-Albert Delieutraz, Paris, Les Éditions pittoresques, 1929
- Harmer John (1926) Publié en français sous le titre Les Crapauds et la Lumière, traduit par Paule Salvan, Paris, Éditions Amiot-Dumont, coll. « Bibliothèque étrangère », 1950
- The Inquisitor (1935)

#### SérieJeremy
- Jeremy (1919) Publié en français sous le titre Jeremy, impressions d'un enfant, traduit par Gabrielle Godet, Paris, Éditions Delachaux & Niestlé, 1927
- Jeremy and Hamlet (1923)
- Jeremy at Crale (1927) Publié en français sous le titre Jeremy et son collège, traduit par Gilbert de Monès, Paris, Éditions du Seuil, 1948

#### Autres romans
- The Wooden Horse (1909) Publié en français sous le titre Le Cheval de bois, traduit par Lucien-Albert Delieutraz, Paris, Hachette, 1930
- Maradick at Forty: A Transition (1910)
- Mr Perrin and Mr Traill (1911)
- The Prelude to Adventure (1912) Publié en français sous le titre Le Double Secret, traduit par Lucien-Albert Delieutraz, Paris, Hachette, coll. « Les meilleurs romans », 1931
- The Dark Forest (1916)
- The Secret City (1919) Publié en français sous le titre La Cité secrète, traduit par M. Hentsch et J. Muller-Bergalonne, Paris, Perrin, 1925 - lauréat du 1er Prix James-Tait-Black catégorie fiction
- Portrait of a Man with Red Hair (1925) Publié en français sous le titre Le Sadique aux cheveux rouges, traduit par Lucien-Albert Delieutraz, Neuchâtel, Éditions de la Baconnière, 1930
- Farthing Hall (1929)
- Above the Dark Circus (1931), publié aux États-Unis sous le titre Above the Dark Tumult
- A Prayer for My Son (1936)
- The Joyful Delaneys (1938)
- The Sea Tower (1939)
- Roman Fountain (1940)
- The Blind Man's House (1941)
- The Killer and the Stain (1942), publication posthume Publié en français sous le titre Haine assouvie, traduit par Xavier H. Real, Londres, Éditions Paul Zsolnay, 1947

### Recueils de nouvelles
- The Golden Scarecrow (1915)
- The Thirteen Travellers (1920)
- The Silver Thorn (1928)
- All Souls' Night (1933)
- Head in Green Bronze and Other Stories (1938)
- Mr Huffam and Other Stories (1948), anthologie posthume de nouvelles parues dans divers journaux et magazines Publication en français d'une seule nouvelle de ce recueil intitulée The Last Trump sous le titre La Trompette du jugement dernier, traduit par Esther Van Loo, Paris, Revue Œuvres libres no 137, octobre 1957

### Essais et mémoires
- Joseph Conrad (1916)
- The Art of James Branch Cabell (1920)
- The Crystal Box (1924)
- The English Novel: Some Notes on its Evolution (1924)
- Reading: an Essay (1926)
- Anthony Trollope (1928)
- My Religious Expérience (1928)
- The Apple Trees: Four Reminiscences (1932)
- A Letter to a Modern Novelist (1933)
- Extracts from a Diary (1934)
- Claude Houghton: Appreciations (1935), en collaboration avec Clemence Dane
- John Cornelius: His Life and Adventures (1937)
- Open Letter of an Optimist (1941)

### Pièces de théâtre
- The Young Huntress (1933)
- The Haxtons (1939)

## Distinctions
- Commandeur de l'Ordre de l'Empire britannique (CBE) en 1918
- Chevalier en 1937